# Changote Kids
Changote Kids (Changote) es una producción creada por Alberto Calf. Dedicada a la creación y distribución de series machinima a través de internet (en línea), con la finalidad de entretener. 
Su principal rama de distribución es a través de su web oficial o YouTube.
Su producción más destacada es la serie Los calfs creada a partir del motor gráfico de Los Sims 2 y RollerCoaster Tycoon 3.
Empezó a transmitir la serie por primera ocasión el 23 de febrero de 2009.

## Producciones
- Los calfs: Serie de humor-ficción que trata de la lucha entre el bien y el mal, representado por seres celestiales, humanos y espíritus malvados.[3]